# Vi de Madeira

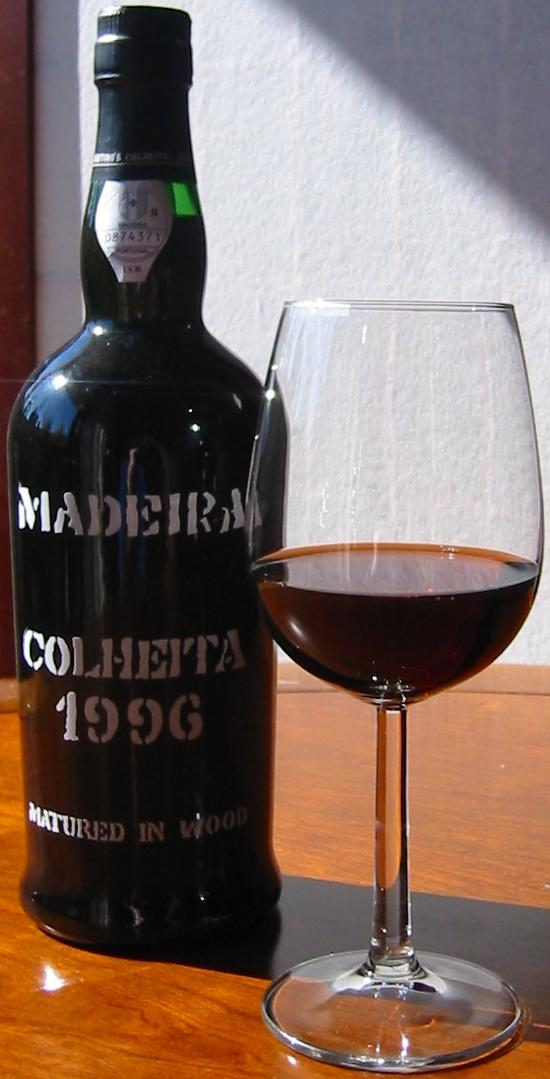
Vi de Madeira.

El Madeira es considera un vi generós procedent de les illes Madeira de Portugal, aquest vi és famós tant pel seu ús com a beguda com pel seu ús a la cuina per elaborar diversos plats de la cuina portuguesa.

## Varietats cultivades
Les principals varietats cultivades de vi a Madeira són:
- La Tinta Negra Mole és la bàsica de la regió, es troba perfectament adaptada des del s. XVIII, i produeix tota la gamma de secs i dolços. És un híbrid de garnatxa i pinot negre.
- La Boal o en anglès Bual. Produeix vins semidolços i semisecs.
- La Malvasia. Fou el primer cep cultivat a l'illa i resistí les plagues del s. XVIII.
- La Verdelho, d'origen desconegut, pot presentar-se en varietat blanca o negra, tot i que la que s'utilitza és la blanca, utilitzada preferentment en vins semisecs.
- La Sercial és un cep que alguns relacionen amb el Riesling, a causa de la seva elevada acidesa.

Altres varietats que persisteixen mínimament a l'illa són: Terrantez, Bastardo (és el Trousseau francès), Caracol, Carao de Moca, Complexa, Deliciosa, Listrao, Malvasia Blanca, Moscatel Graudo, Rio-Grande, Triunfo i Valveirinho. Totes aquestes varietats són prefil·loxèriques i si es troben en alguna composició és a títol anecdòtic, excepte la Terrantez que tot i que està extinta a Madeira, sobreviu a l'illa de Porto Santo, i tot i que el govern portuguès realitza grans esforços per recuperar-la, sembla que per ara no ha tingut gaire èxit.)